# Franz Karl Achard
Franz Karl Achard (28 d'abril de 1753, Berlín – 20 d'abril de 1821, Kunern, Wohlau-Cunern, Silèsia) va ser un químic alemany prussià, un metge i un biòleg. El seu principal descobriment va ser el sistema econòmic de produir sucre a partir de les arrels de la remolatxas.

## Biografia i obra
Achard was va néixer a Berlín, era fill del clergue Max Guillaume Achard, descendent d'Hugonots refugiat amb la seva dona Marguerite Elisabeth (Rouppert). Estudià física i química a Berlín. Als 20 anys es trobà amb Andreas Sigismund Marggraf, que aleshores era el director de les classes de física a l'Acadèmia Reial de Ciències. Achard hi estudià moltes matèries incloent-hi meteorologia, evaporació refredament, electricitat, telegrafia, gravetat, parallamps i publicà en alemany i francès.
Achard era favorit del rei Frederic I de Prússia i directament informava al rei sobre la seva recerca científica.
El 1776 Achard va ser elegit membre de la Reial Acadèmia Prussiana de Ciències de Berlín. Després de la mort de Marggraf el 1782, Archardva passar a ser el director de les classes de física de l'Acadèmia. El 1782 va ser escollit membre estranger de la Reial Acadèmia Sueca de Ciències.
Pels seus descobriments de l'aclimatació del tabac a Alemanya el rei li concedí una pensió vitalícia de 500 tàlers. També va comptar amb l'estimació del rei Frederic Guillem II de Prússia.
En l'extracció del sucre de la remolatxa partint dels descobriments de Marggraf de 1747, el 1789 Achard plantà diverses varietats de remolatxes sucreres en la seva mansió de Kaulsdorf prop de Berlín. També hi estudià l'eficiència dels fertilitzants. Quan la mansió de Kaulsdorf es va incendiar va continuà els treballs a Französisch Buchholz.
El 1801, amb el suport del rei Frederic Guillem III, obri la primera refineria de sucre de remolatxa a Gut Kunern prop de Steinau Silèsia, Prússia. L'any 1802, aquesta refineria processà 400 tones de remolatxa amb un grau d'eficiència (contingut de sucre extret respecte als quilos de remolatxa entrats) del 4%. Es van construir altres refinerie per part dels seus alumnes Johann Gottlob Nathusius i Moritz, Freiherr von Koppy. L'any 1806 la planta processadora d'Achard va ser cremada per les tropes de Napoleó Bonaparte però l'any 1810 va ser reconstruïda a petita escala. Els embargaments contra Napoleó va impedir l'arribada de sucre de canya a Alemanya i, per tant, refinar el sucre de la remolatxa va esdevenir molt important pel govern de Prússia. També van aparèixer refineries de sucre a Bohèmia, Augsburg ai el 1811 a França.
Els comerciants de sucre anglesos oferiren a Achard 200,000 tàlersr per declarar que els seus experiments havien fallat, però ell refusà fer-ho. Amb els descobriments d'Achard el sucre va deixar de ser un luxe.
El 1794, Achard construí un telègraf òptic entre Spandau i Bellevue. L'aparell l'havia inventat un any abans Claude Chappe.
Per les dificultats financeres d'Ahard com a resultat de diversos incendis l'any 1806, les seves refineries van ser declarades en fallida econòmica el 1815. Morí a Wohlau el 1821 A mitjans del segle xix el seu fill Anton William Waldemar Achard promogué amb èxit la construcció d'una refineria de sucre de remolatxa a Michigan,

## Obres
- Lectures on Experimental Philosophy 4 vol., 1792
- Abhandlung über die Bereitung des Zuckers aus der in vielen Provinzen allerhöchst - Dero Staaten, als Viehfutter häufig angebauten Runkelrübe, nebst den dazu gehörigen Belägen und Proben des Runkelrübenzuckers, Berlin, 1799
- Anleitung zur Bereitung des Rohzuckers aus Rüben, Berlin, 1800
- Kurze Geschichte der Beweise der Ausführbarkeit im Großen der Zuckerfabrication aus Runkelrüben, Berlin, 1800
- Anleitung zum Anbau der Runkelrüben, Breslau, 1803
- Über den Einfluß der Runkelrübenzuckerfabrication auf die Ökonomie, Glogau, 1805
- Die europäische Zuckerfabrication aus Runkelrüben, Leipzig, 1812